# مراد نذیف
مراد نذیف (انگلیسی: Mourad N'Zif؛ زادهٔ ۱ ژانویهٔ ۱۹۸۴) بازیکن فوتبال اهل فرانسه است.
از باشگاه‌هایی که در آن بازی کرده‌است می‌توان به باشگاه فوتبال ستاره سرخ، ای‌اف‌سی توبیز، و باشگاه فوتبال لو مان اشاره کرد.